# Yuly
Yuly（ユリー）は、日本のアートディレクター、音楽プロデューサー。
Hip Hopグループ「WAYZ」のリーダー。

## 経歴
福岡県黒木町生まれ沖縄県那覇市松川育ち。
少年時代を沖縄で過ごす。沖縄での時間が海外文化・音楽への興味に強い影響を与えた。
小遣いの殆どをグラミー賞ノミネートアルバムや
大好きだったビートルズのアルバム集などへつぎ込んで80年代ー90年代を代表する音楽を聴きこんだ。
中学、高校時代と生まれの郷福岡で過ごし高校時代に念願であった単身渡米 (アメリカ合衆国オレゴン州)に成功。
日本の高校には認められなかったが時期に特にこだわり振り切っていく。帰国後は落第。
培った経験は裏切らず都内の5つの大学を語学資格だけでパスし進学。
19歳で上京。大学で出会ったご近所さんであったMcの先輩に出会いラップを始める。
聴く以外の音楽としては中学の頃から簡単なコピーバンドとブラックミュージックが好きで仲間と踊ってた程度。
当時RAPにメロディーを使うことが主流ではなかったがメロの付いたラップをするなど歌うことや自らを表現する事において人の目や世間体を気にしなかった。
その後上京してから結成したWAYZでは渋谷を中心に国内のクラブ・ライブハウスで活動し、媒体出演やMV・アルバムリリースを行う。
自身の活動も並行して行う。フジテレビ系月9ドラマやガンダム・僕のヒーローアカデミア等のアニメの楽曲の制作を行う。
技術よりも感性と創造性が大切だと感じている生き様が様々な作品へと形を変えている

## 人物
- 趣味：映画鑑賞、音楽鑑賞、旅行、デザイン、読書
- 尊敬する人:父・北野武

## 略歴
- 2012年 フジテレビ系月9ドラマ「リッチマン、プアウーマン」作詞・ラップを手掛ける (プロデューサーは林ゆうき) 。
- 2013年 NHK「スポーツプラス」のオープニングシャウト
- 2013年 フジテレビ系劇中歌のベストアルバムCompilation Best Album」に『Late Night』が抜擢
- 2013年 テレビアニメ「ブラッドラッド」作詞・ラップを手掛ける
- 2013年 テレビ東京系TVアニメ「ガンダムビルドファイターズ」劇中・歌作詞・ラップを手掛ける
- 2014年 アニメ「ガンダムビルドファイターズトライ」劇中歌作詞・ラップを手掛ける
- 2015年 アニメ「ガンダムビルドファイターズトライ」劇中歌作詞・ラップを手掛ける
- 2015年アニメ『Classroom☆Crisis』劇中・歌作詞・ラップを手掛ける
- 2016年 アニメ「僕のヒーローアカデミア」『Hero A』劇中・歌作詞・ラップを手掛ける(PROD. 林ゆうき)
- 2016年 BSプレミアムドラマ「奇跡の人」出演。
- 2017年 自身が手掛ける開眼を裏テーマにしたアパレル、クリエティブオーガニゼーション「MULEトウキョウジャパン」開設
- 2017年 FMラジオ番組「浦和REDSWAVE」にてメインパーソナリティー番組を１年半の間務める
- 2017年「僕のヒーローアカデミア」の新シリーズにて劇中・歌作詞・ラップを手掛ける
- 2018年 バクマン・スクープなどを手掛ける映画監督大根仁の映画「SUNNY」でキャストディレクター
- 2019年 Yulyソロの名義で"IDK" 、"First Dive"をリリース。